# Richard T. Davies
Richard Townsend Davies (ur. 28 maja 1920 w Nowym Jorku, zm. 30 marca 2005 w Waszyngtonie) – amerykański polityk i dyplomata, ambasador Stanów Zjednoczonych w Polsce (1973-1978).

## Życiorys
W czasie II wojny światowej pracował w delegaturze rządu Stanów Zjednoczonych ds. cywilno-wojskowych w Belgii i Holandii (1944) oraz w Niemczech (1944–1945). Był wojskowym.
Będąc ambasadorem w Polsce przygotowywał wizyty w PRL amerykańskich prezydentów: Geralda Forda w dniach 28-29 lipca 1975 oraz Jimmy’ego Cartera w dniach 29-31 grudnia 1977.
Znał osobiście najważniejszych hierarchów Kościoła katolickiego w komunistycznej Polsce: kardynałów Stefana Wyszyńskiego i Karola Wojtyłę.
Już po zakończeniu służby dyplomatycznej w Polsce, pomagał Ryszardowi Kuklińskiemu po jego ucieczce do Stanów Zjednoczonych w 1981.
Po śmierci Daviesa jego żona Jean Stevens Davies ofiarowała jego prywatną dokumentację Hoover Institution on War, Revolution and Peace przy Stanford University.